# آلت (ویرجینیا)
آلت (به انگلیسی: Ellett) یک منطقهٔ مسکونی در ایالات متحده آمریکا است که در شهرستان مونتگومری، ویرجینیا واقع شده‌است. آلت ۴۶۳٫۹۱ متر بالاتر از سطح دریا قرار دارد.